# 피라스 카투시
피라스 카투시(아랍어: فراس القطوسي,‎ 2000년 7월 26일~)는 튀니지의 태권도 선수이다. 2024년 하계 올림픽에서 남자 미들급 금메달을 획득했으며 세계 선수권 대회에서 동메달 1개를 획득했다.

## 경력
튀니스 출신으로 2019년에 튀니지 태권도 국가대표가 되었다. 같은 해 5월 맨체스터에서 열린 세계 선수권 대회에 출전했고 첫 상대인 이집트의 사이프 에이사를 꺾었으며 다음 상대인 프랑스의 메디 제르마미에게 패해 탈락했다.
2022년 11월 멕시코 과달라하라에서 열린 2022년 세계 태권도 선수권 대회에서 동메달을 획득했다.